# یوپ هاینکس
یوزف «یوپ» هاینکس (به آلمانی: Josef "Jupp" Heynckes؛ زاده ۹ مهٔ ۱۹۴۵ در مونشن گلادباخ)، بازیکن و مربی سابق فوتبال اهل آلمان است.

## دوران بازی

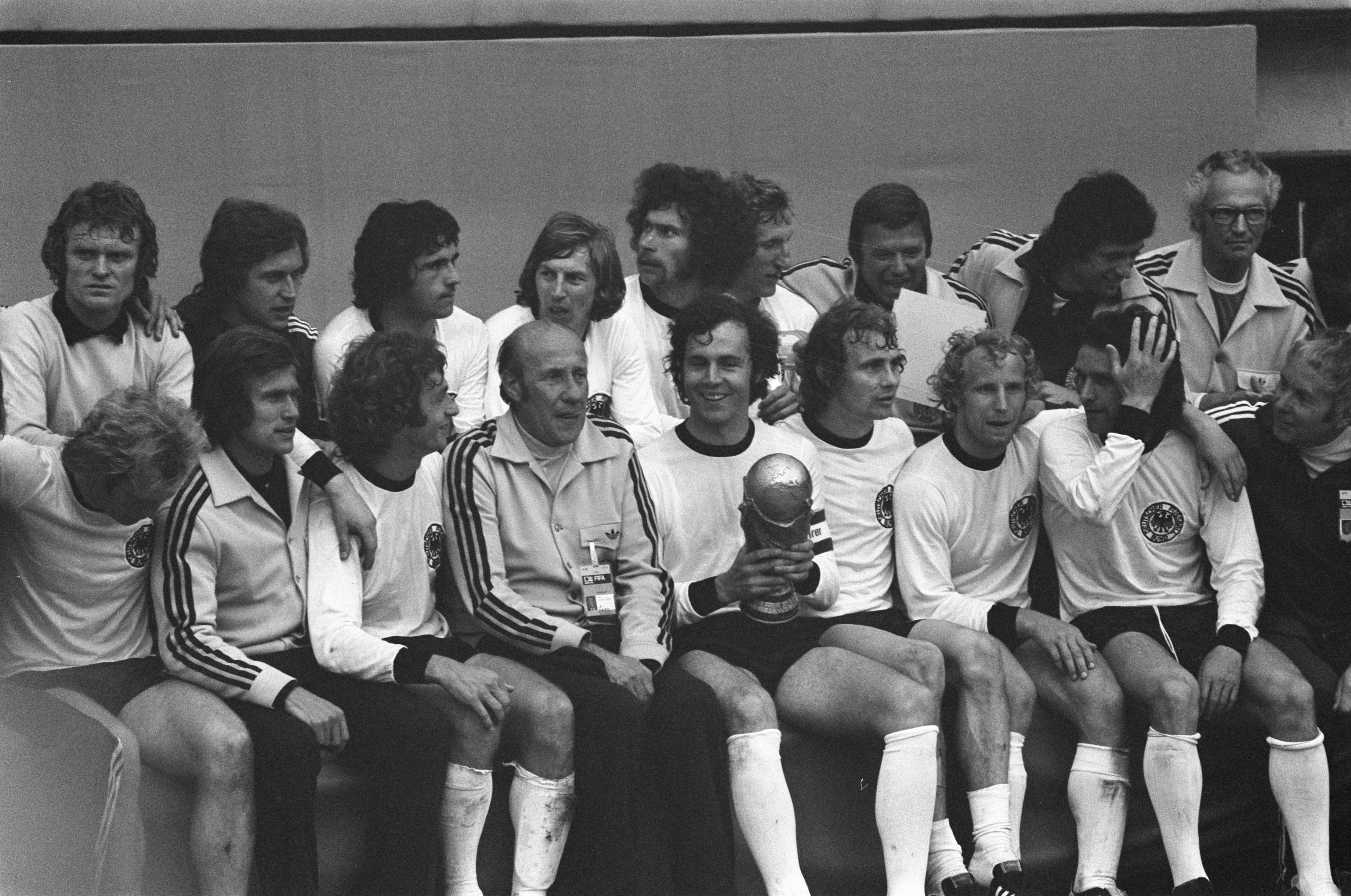
فینال جام جهانی ۱۹۷۴ در مونیخ، آلمان غربی در برابر هلند ۲-۱؛ تیم آلمان به همراه جام جهانی.در تاریخ: ۷ ژوئیه ۱۹۷۴

### رده باشگاهی
وی ۳۶۹ بار در بوندس لیگا به میدان رفته‌است و بعد از گرد مولر و کلاوس فیشر و روبرت لواندوسکی، با ۲۲۰ گل چهارمین گلزن برتر تاریخ بوندسلیگا به‌شمار می‌رود.
هاینکس اولین بازی رسمی خود را برای مونشن گلادباخ در بوندس لیگا ۲ در سال ۱۹۶۴ انجام داد. سپس همراه گلادباخ با مدیریت هنس ویزویلر افسانه‌ای توانست به سطح اول فوتبال آلمان برسد. او دو سال دیگر در گلادباخ ماند و سپس راهی هانوفر ۹۶ شد. هاینکس بار دیگر به گلادباخ بازگشت و تا سال ۱۹۷۸ یعنی تا پایان دوران بازیگری اش در گلادباخ ماند.
یوپ هاینکس دو بار نیز در سال‌های ۱۹۷۴ و ۱۹۷۵ به ترتیب با ۳۰ و ۲۷ گل آقای گل بوندس لیگا شده‌است.

### رده ملی
هاینکس ۳۹ بازی ملی برای آلمان غربی انجام داده و توانسته ۱۴ گل نیز به ثمر برساند. او در قهرمانی آلمان در جام جهانی ۷۴ عضو تیم آلمان بود ولی تنها یک‌نیمه برای آلمان‌ها به میدان رفت.

## مربیگری
هاینکس بعد از دوران بازیگری به مربی گری روی آورد و توانست با نتایج قابل قبول و قهرمانی‌های زیاد همراه با بایرن مونیخ ،رئال مادرید و شالکه ۰۴ نام خود را به عنوان یک مربی صاحب سبک بر سر زبان‌ها بیندارد. او اولین بار به عنوان مربی کمکی در تیم بروسیا مونشن‌گلادباخ فعالیت کرد و طی سال‌های آینده، سابقه مربیگری در بایرن مونیخ، اتلتیک بیلبائو، آینتراخت فرانکفورت، رئال مادرید، بنفیکا، شالکه، بایر لورکوزن و بایرن مونیخ را در کارنامه خود ثبت کرد. هاینکس در سال ۲۰۱۳ و بعد از فتح سه‌گانه با بایرن مونیخ از دنیای فوتبال خداحافظی کرد تا پپ گواردیولا هدایت این تیم را برعهده بگیرد.
در تاریخ ۶ اکتبر ۲۰۱۷ بایرن رسماً اعلام کرد که یوپ هاینکس را به عنوان جانشین آنچلوتی برگزیده است. سرانجام پس از مطرح شدن نام چندین مربی بزرگ، مدیران بایرن تصمیم گرفتند بار دیگر به یوپ هاینکس اعتماد کنند؛ کسی که فصل ۲۰۱۲–۱۳ بایرن را به همه جام‌های ممکن رساند و سه‌گانه‌ای تاریخی را برای این تیم به ثبت رساند. وی بعد از رسمی شدن انتقالش به بایرن مونیخ گفت: «این برای من بازگشت نیست بلکه حرکتی دوستانه محسوب می‌شود. به بایرن مونیخ بیش از حد مدیونم. رابطه‌ی من و بایرن مونیخ، رابطه عاشق و معشوق است.» هاینکس بازگشت بسیار موفقی به بایرن مونیخ داشت و موفق شد قهرمانی بوندسلیگا را به‌دست آورد اما در لیگ قهرمانان با حذف در مرحله نیمه نهایی، از راه‌یابی به فینال رقابت‌ها بازماندند.
وی یکی از موفق‌ترین مربیان تاریخ فوتبال جهان و بایرن مونیخ است.

## افتخارات

### باشگاهی
بروسیا مونشن‌گلادباخ
- بوندس لیگا: ۷۱–۱۹۷۰، ۷۵–۱۹۷۴، ۷۶–۱۹۷۵، ۷۷–۱۹۷۶
- جام حذفی آلمان: ۷۳–۱۹۷۲
- جام یوفا: ۷۵–۱۹۷۴

### ملی
آلمان غربی
- جام ملت‌های اروپا: ۱۹۷۲
- جام جهانی: ۱۹۷۴

### مربی
بایرن مونیخ
- بوندس لیگا: ۸۹–۱۹۸۸، ۹۰–۱۹۸۹، ۱۳–۲۰۱۲، ۱۸–۲۰۱۷
- سوپر جام فوتبال آلمان: ۱۹۸۷، ۱۹۹۰، ۲۰۱۲
- لیگ قهرمانان اروپا: ۱۳–۲۰۱۲
- جام حذفی آلمان: ۱۳–۲۰۱۲

رئال مادرید
- لیگ قهرمانان اروپا: ۹۸–۱۹۹۷
- سوپرجام اسپانیا: ۱۹۹۷

شالکه ۰۴
- جام اینترتوتو: ۲۰۰۳، ۲۰۰۴